# Jacana australiana
La jacana australiana (Irediparra gallinacea) és un ocell aquàtic de la família dels jacànids (Jacanidae) adaptat, com la resta de les espècies de la família a caminar per sobre de la vegetació flotant. És l'únic membre del gènere Irediparra.

## Hàbitat i distribució
Viu en aiguamolls i llacunes amb vegetació flotant des de Borneo, Sulawesi, Mindanao, Illes Petites de la Sonda, fins Nova Guinea i nord i est d'Austràlia.